# Контроль (фільм, 2007)
«Контроль» (англ. Control) — художньо-біографічний фільм голландсько-британського фотографа Антона Корбейна про життя фронтмена британської рок-групи Joy Division Ієна Кертіса (1956—1980). Для Корбейна цей фільм став дебютною роботою у великому кінематографі.
Кінофільм отримав спеціальний приз Каннського кінофестивалю у 2007 році. У 2008 році Британська кіноакадемія нагородила сценариста фільму Метта Гринхолга «Премією імені Карла Формана найперспективнішому новачкові». Крім того, стрічка була номінована на премію BAFTA за найкращий фільм. Особливе визнання отримав актор Сем Райлі, який виконав роль Ієна Кертіса. Ця роль принесла йому Премію британського незалежного кіно в категорії «Найбільш багатообіцяльний дебют», а також багато номінацій на здобуття інших престижних кінонагород.

## Сюжет
У центрі чорно-білої стрічки — життя соліста британського гурту «Joy Division» Ієна Кертіса, який маючи талант не зміг впоратися з психологічними проблемами й у віці 23 років покінчив життя самогубством…

## В ролях
| Актор                 | Роль                                  |
| --------------------- | ------------------------------------- |
| Сем Райлі             | Ієн Кертіс вокаліст Joy Division      |
| Саманта Мортон        | Дебора «Деббі» Кертіс дружина Ієна    |
| Олександра Марія Лара | Аннік Онор коханка Ієна               |
| Джо Андерсон          | Пітер Гук басист Joy Division         |
| Джеймс Пірсон         | Бернард Самнер гітарист Joy Division  |
| Гаррі Тредевей        | Стівен Морріс барабанщик Joy Division |
| Крейг Паркінсон       | Тоні Вілсон телеведучий               |
| Тобі Кеббелл          | Роб Греттон продюсер Factory Records  |
| Меттю МакНалті        | Нік друг Ієна, колишній хлопець Деббі |
| Річард Бреммер        | батько Ієна                           |
| Таня Майерс           | мати Ієна                             |

## Виробництво
Навесні 2004 року продюсер Тод Еккерт оголосив про плани постановки фільму про Ієна Кертіса за мемуарами дружини музиканта Дебори Кертіс Touching From A Distance, опублікованими в 1995 році. Вона ж стала співпродюсером фільму. До кінця року режисером фільму було затверджено Антона Корбейна. До весни 2005 року Меттом Гринхолгом був написаний сценарій. У грудні 2005 Корбейн звернувся до колишніх учасників Joy Division з проханням написати саундтрек, що вони через рік і виконали. 10 лютого 2006 року було оголошено про затвердження кандидатури актора на роль Кертіса — ним став Сем Райлі. Знімання фільму почалися 10 липня 2006 року. Прем'єра картини відбулася в рамках ювілейного 60-го Каннського кінофестивалю 17 травня 2007 року.

Сем Райлі у ролі Ієна Кертіса.

## Реліз
Компанія Weinstein отримала права випустити фільм у Північній Америці після його успіху в Каннах. DVD вийшов у Великій Британії 11 лютого 2008 року, після чого вийшли австралійський DVD 12 березня 2008 року та північноамериканський DVD 3 червня 2008 року.

### Касові збори
Фільм зібрав $ 8,9 мільйона доларів по всьому світу.

## Нагороди та номінації
- 2007 — участь у конкурсі «Золота камера» на Каннському кінофестивалі, де фільм отримав 4 нагороди: спеціальні згадки «Золотої камери» і Католицького кіноцентру, Label Europa Cinemas, Regards Jeunes Prize (всі — Антон Корбейн).
- 2007 — три призи Чиказького кінофестивалю: кращий актор (Сем Райлі), кращий сценарій (Метт Гринхолг), приз глядацьких симпатій (Антон Корбейн).
- 2007 — два призи Единбурзького кінофестивалю: кращий британський дебютант (Антон Корбейн), кращий британський виконавець (Сем Райлі).
- 2007 — приз Братиславського кінофестивалю кращому акторові (Сем Райлі).
- 2007 — почесна згадка Стокгольмського міжнародного кінофестивалю за найкращий дебютний фільм (Антон Корбейн).
- 2007 — номінація на премію «Золота жаба» фестивалю операторського мистецтва Camerimage (Мартін Русі).
- 2007 — 5 премій британського незалежного кіно: найкращий британський незалежний фільм, кращий режисер (Антон Корбейн), найбільш багатообіцяльний новачок (Сем Райлі), найкращий актор другого плану (Тобі Кеббел), премія Дугласа Хікокса (Антон Корбейн). Крім того, стрічка отримала 5 номінацій: найкраще досягнення в кіновиробництві, кращий сценарій (Метт Гринхолг), кращий актор (Сем Райлі), краща актриса другого плану (Саманта Мортон), краще технічне досягнення (Мартін Русі, за операторську роботу).
- 2008 — премія BAFTA найперспективнішому новачкові (Метт Гринхолг), а також номінації в категоріях «кращий британський фільм» і «краща актриса другого плану» (Саманта Мортон).
- 2008 — дві премії «Імперія»: кращий новачок (Сем Райлі), кращий саундтрек.
- 2008 — три премії Лондонського гуртка кінокритиків: найкращий британський фільм року, британський прорив у кіновиробництві (Антон Корбейн), британський прорив в акторському мистецтві (Сем Райлі).
- 2009 — номінація на премію «Боділ» за найкращий неамериканський фільм.

## Додатково
- Сем Райлі був відносно маловідомий до цього фільму, і режисер розглядав на цю роль Кілліана Мерфі, але потім змінив свою думку, вважаючи Мерфі «дещо нижчим за зростом, ніж Ієн».
- Фільм заснований на мемуарах самої Дебори Кертіс, вдови музиканта. І хоча Саманта Мортон не любить біографічних фільмів, вона прийняла пропозицію тому, що сама є прихильницею Joy Division, цієї книги мемуарів і творчості Корбейна.